# Pielavesi
Pielavesi is een gemeente in de Finse provincie Oost-Finland en in de Finse regio Noord-Savo. De gemeente heeft een landoppervlakte van 1.153,23 km² en telt 4.140 inwoners (2022).

## Geboren in Pielavesi
- Urho Kekkonen (1900-1986), politicus
- Kari Laukkanen (1963), voetballer
- Antti Ruuskanen (1984), atleet